# Bukovica Donja (Bijeljina)
Pour les articles homonymes, voir Bukovica Donja.
Bukovica Donja (en serbe cyrillique : Буковица Доња) est un village de Bosnie-Herzégovine. Il est situé sur le territoire de la ville de Bijeljina et dans la république serbe de Bosnie. Selon les premiers résultats du recensement bosnien de 2013, il compte 607 habitants.

## Géographie
Le village est situé à la limite entre la république serbe de Bosnie et le district de Brčko, sur les bords des rivières Kozjača et Lukavac.

## Démographie

### Évolution historique de la population dans la localité
| 1948 | 1953 | 1961 | 1971  | 1981 | 1991 | 2013 |
| ---- | ---- | ---- | ----- | ---- | ---- | ---- |
| 945  | 993  | 997  | 1 002 | 867  | 794  | 607  |

|  |

### Communauté locale
En 1991, la communauté locale de Bukovica Donja comptait 1 153 habitants, répartis de la manière suivante :